# Nemausa (geslacht)
Nemausa is een geslacht van kreeftachtigen uit de klasse van de Malacostraca (hogere kreeftachtigen).

## Soorten
- Nemausa acuticornis (Stimpson, 1871)
- Nemausa cornuta (Saussure, 1857)
- Nemausa sinensis (Rathbun, 1892)
- Nemausa spinipes (Bell, 1836)